# Rakhshan Banie'temad
Rakhshan Banie'temad (in persiano رخشان بنی‌اعتماد‎, Rakhshān Banīeʾtemād; Teheran, 3 aprile 1954) è una regista iraniana.

## Filmografia
- Kharej az Mahdudeh (1986)
- Zarde Ghanari (1988)
- Pul-e Khareji (1989)
- Nargess (1992)
- Rusari Abi (1995)
- Banoo-ye Ordibehesht (1998)
- Baran-o-Bumi (1999)
- Zir-e Poost-e Shahr (2001)
- Ruzegar-e Ma (2002)
- Gilane (2004)
- Khoon-Bazi (2006)
- Siamo a metà della popolazione dell'Iran (2009)
- Qessehā (2014)

## Premio
- San Giorgio d'Oro Speciale Festival cinematografico internazionale di Mosca 2001
- Premio Osella per la migliore sceneggiatura 2014 per Qessehā